# Lanište (Štimlje)
Pour les articles homonymes, voir Lanište.
Llanishtë en albanais et Lanište en serbe latin (en serbe cyrillique : Ланиште) est une localité du Kosovo située dans la commune/municipalité de Shtime/Štimlje, district de Ferizaj/Uroševac (Kosovo) ou district de Kosovo (Serbie). Selon le recensement kosovar de 2011, elle compte 73 habitants, tous albanais.

## Démographie

### Évolution historique de la population dans la localité
| 1948 | 1953 | 1961 | 1971 | 1981 | 1991 | 2011 |
| ---- | ---- | ---- | ---- | ---- | ---- | ---- |
| 119  | 86   | 104  | 117  | 150  | 174  | 73   |

|  |